# Équipe cycliste Bianchi
Pour les articles homonymes, voir Bianchi.
L'équipe cycliste Bianchi est une équipe cycliste italienne sur route, ayant pour sponsor le fabricant de cycles Bianchi. L'équipe a existé avec différents co-sponsors en 1899 et 1900, puis de 1905 à 1966, puis à partir de 1973 et ce jusqu'en 1989. La marque italienne refait deux apparitions dans le monde du cyclisme en 1993 et de 2003 à 2006. Elle sponsorise également dans les années 1990 et 2000 des coureurs en VTT.

## Histoire de l'équipe
En 1899, Gian Ferdinando Tomaselli remporte les premières victoires internationales pour Bianchi lors de compétitions sur piste : les Grand Prix de Paris et de l'UVF. 
L'équipe engage de nombreux cyclistes célèbres au cours de son existence. En 1945, Fausto Coppi rejoint l'équipe et en reste membre jusqu'en 1956, puis il revient une dernière année en 1958. L'équipe du milieu des années 1940 est construite autour de Coppi. Pendant ce temps, le Tour de France est disputé par équipes nationales. Coppi remporte le Tour en 1949 et 1952. Il remporte également le Tour d'Italie pour l'équipe en 1947, 1949, 1952 et 1953. Il devient le premier coureur de l'histoire à réaliser le doublé Giro-Tour la même année. Il est considéré à l'époque comme le plus grand cycliste de l'histoire. L'équipe, est, durant cette période faste, dirigée par Giovanni Tragella et Franco Aguggini.

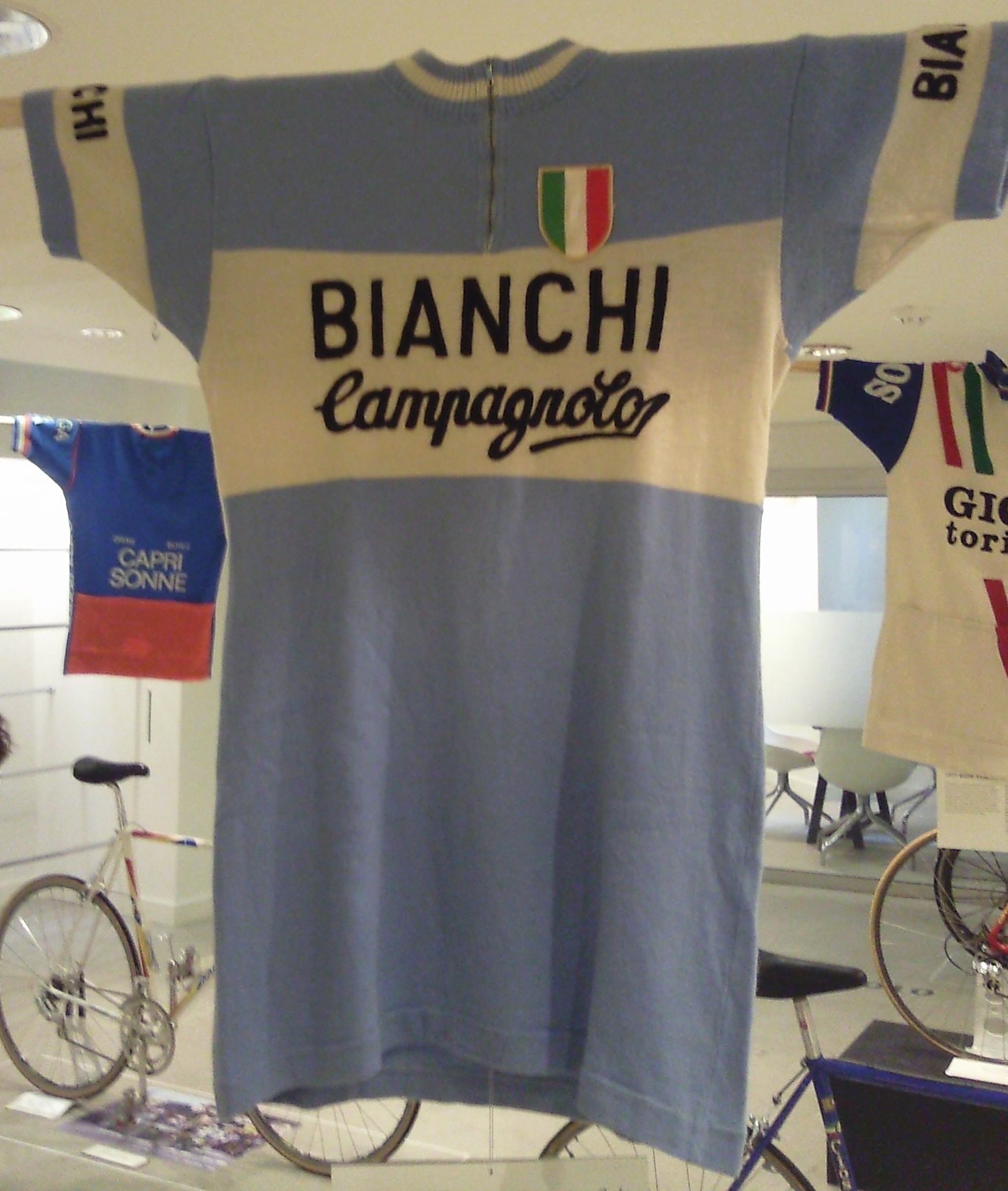
Le maillor de l'équipe Bianchi-Campagnolo.

Dans les années 1970, Bianchi revient en tant que sponsor principal dans le peloton, au sein de l'équipe Bianchi-Campagnolo. Elle compte dans ses rangs, les champions du monde 1972 et 1973 Marino Basso et Felice Gimondi. Elle est l'héritière directe de l'équipe Salvarani avec qui Gimondi avait commencé sa carrière. Bianchi est dirigée pour sa première année par l'ancien champion du monde Vittorio Adorni. Il est assisté par Giancarlo Ferretti en 1973, qui reprend les rênes comme principal directeur sportif de l'équipe l'année suivante. Cette équipe comprend également le quadruple vainqueur du Tour de Colombie, le Colombien Martin Emilio Rodriguez qui compte également des victoires d'étapes sur le Tour d'Italie.
Une équipe Bianchi réapparait en 2003 comme sponsor principal lors de l'édition du centenaire du Tour de France. Team Coast n'ayant plus les moyens de payer leurs coureurs, le fabricant de cycles Bianchi décide de sponsoriser l'équipe. L'équipe avait récemment fait signer Jan Ullrich à la suite de son départ de l'équipe Telekom après un contrôle positif aux amphétamines. Au Tour de France 2003, avant le déclassement de Lance Armstrong, Ullrich se classe second derrière l'Américain pour seulement 61 secondes, soit la plus petite marge d'avance pour Armstrong pendant ses sept Tours victorieux. 
Bianchi avait prévu de continuer son sponsoring en tant qu'équipe professionnelle, mais les départs d'Ullrich, qui retourna chez Telekom, et d'Ángel Casero, les deux leaders de l'équipe, conduisent à la disparition de l'équipe qui ne pouvait plus justifier son rôle d'équipe de premier plan. Bianchi devient alors co-sponsor de l'équipe Alessio-Bianchi, puis de l'équipe Liquigas-Bianchi pour les saisons 2005 et 2006. En 2005, Bianchi est également co-sponsor de l'équipe norvégienne Maxbo Bianchi - une équipe de troisième division - jusqu'à la fin de la saison 2010. En octobre 2011, Bianchi devient le fournisseur de vélo de l'équipe Vancansoleil-DCM sur un contrat de deux ans à partir de 2012.
Bianchi est également impliqué dans le sponsoring en VTT dès le début des années 1990. Bruno Zanchi remporte le premier championnat du monde de descente juniors en 1991. Deux ans plus tard, Dario Acquaroli devient champion du monde de cross-country juniors. De 2000 à 2006, les équipes Bianchi (Bianchi-Motorex et Bianchi-Agos) dominent la discipline avec José Antonio Hermida et le multiple champion du monde Julien Absalon. Ce dernier devient champion olympique en 2004. En 2007, l'équipe est rebaptisée Gewiss-Bianchi.

## Principaux résultats

### Compétitions internationales
Contrairement aux autres courses, les championnats du monde de cyclisme sont disputés par équipes nationales et non par équipes commerciales.
| Jeux olympiques - Cross-country (VTT) : 1 - 2004 (Julien Absalon) | Championnats du monde - Cyclisme sur route : 2 - 1953 (Fausto Coppi) et 1973 (Felice Gimondi) - Cross-country (VTT) : 5 - Élites : 2004, 2005 et 2006 (Julien Absalon) - Espoirs : 2000 (José Antonio Hermida) - Juniors : 1993 (Dario Acquaroli) - Descente (VTT) : 1 - Juniors : 1991 (Bruno Zanchi) |

### Classiques
- Tour de Lombardie : 1906 (Cesare Brambilla), 1914 (Lauro Bordin), 1918 (Gaetano Belloni), 1922 (Costante Girardengo), 1930 (Michele Mara), 1937 et 1942 (Aldo Bini), 1946, 1947, 1948, 1949 et 1954 (Fausto Coppi), 1956 (André Darrigade), 1957 (Diego Ronchini) et 1973 (Felice Gimondi)
- Milan-San Remo : 1914 (Ugo Agostoni), 1917 et 1920 (Gaetano Belloni), 1918 (Costante Girardengo), 1930 (Michele Mara), 1932 (Alfredo Bovet), 1935 et 1938 (Giuseppe Olmo), 1942 (Adolfo Leoni), 1943 (Cino Cinelli), 1946, 1948 et 1949 (Fausto Coppi), 1952 et 1953 (Loretto Petrucci) et 1974 (Felice Gimondi)
- Grand Prix des Nations : 1946 et 1947 (Fausto Coppi)
- Paris-Roubaix : 1949 (Serse Coppi) et 1950 (Fausto Coppi)
- Flèche wallonne : 1950 (Fausto Coppi)
- Paris-Tours : 1953 (Jozef Schils)
- Liège-Bastogne-Liège : 1982 (Silvano Contini), 1985, 1986 et 1987 (Moreno Argentin)
- Circuit Het Volk : 1983 (Fons De Wolf)

### Courses par étapes
- Tour de Catalogne : 1933 (Alfredo Bovet)
- Tour de Suisse : 1952 (Pasquale Fornara)
- Tirreno-Adriatico : 1979 (Knut Knudsen) et 1984 (Tommy Prim)
- Tour du Pays Basque : 1981 (Silvano Contini)
- Tour de Romandie : 1981 (Tommy Prim)

### Bilan sur les grands tours

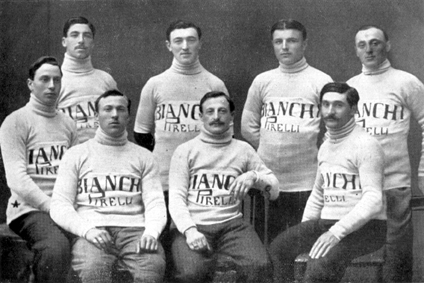
L'équipe Bianchi, vainqueur du classement par équipes du Tour d'Italie 1911.

| - Tour d'Italie - 54 participations (1909, 1910, 1911, 1912, 1914, 1919, 1920, 1921, 1922, 1927, 1928, 1929, 1930, 1931, 1932, 1933, 1934, 1935, 1936, 1937, 1938, 1939, 1940, 1946, 1947, 1948, 1949, 1950, 1951, 1952, 1953, 1954, 1955, 1956, 1957, 1958, 1959, 1960, 1961, 1965, 1966, 1973, 1974, 1975, 1976, 1977, 1978, 1979, 1980, 1981, 1982, 1983, 1984, 2003) - 158 victoires d’étapes : - 2 en 1909 : Giovanni Rossignoli (2) - 5 en 1911 : Carlo Galetti (3), Giovanni Rossignoli, Dario Beni - 2 en 1914 : Giuseppe Azzini (2) - 2 en 1919 : Gaetano Belloni, Oscar Egg - 6 en 1920 : Gaetano Belloni (4), Giuseppe Olivieri, Ugo Agostoni - 3 en 1921 : Gaetano Belloni (3) - 3 en 1922 : Gaetano Belloni (2), Costante Girardengo - 2 en 1927 : Arturo Bresciani, Domenico Piemontesi - 5 en 1928 : Domenico Piemontesi (5) - 2 en 1929 : Gaetano Belloni, Domenico Piemontesi - 7 en 1930 : Michele Mara (5), Domenico Piemontesi, Allegro Grandi - 3 en 1931 : Michele Mara (2), Ambrogio Morelli - 2 en 1933 : Giuseppe Olmo (2) - 3 en 1934 : Giuseppe Olmo (3) - 4 en 1935 : Giuseppe Olmo (4) - 11 en 1936 : Giuseppe Olmo (10), Aldo Bini - 4 en 1937 : Aldo Bini (3), Giuseppe Olmo - 1 en 1938 : Adolfo Leoni - 3 en 1939 : Diego Marabelli, Adolfo Leoni, Vasco Bergamaschi - 10 en 1940 : Olimpio Bizzi (4), Adolfo Leoni (4), Mario Vicini (2) - 6 en 1946 : Fausto Coppi (4), Adolfo Leoni, Aldo Baito - 6 en 1947 : Fausto Coppi (3), Adolfo Leoni (3) - 5 en 1948 : Fausto Coppi (2), Oreste Conte (2), Bruno Pasquini - 5 en 1949 : Fausto Coppi (3), Oreste Conte (2) - 2 en 1950 : Oreste Conte (2) - 2 en 1951 : Fausto Coppi (2) - 4 en 1952 : Fausto Coppi (3), Pasquale Fornara - 5 en 1953 : Fausto Coppi (3), Ettore Milano, contre-la-montre par équipes - 2 en 1954 : Fausto Coppi, contre-la-montre par équipes - 1 en 1955 : Fausto Coppi - 1 en 1958 : Guido Boni - 1 en 1959 : Antonino Catalano - 2 en 1965 : Luciano Armani, Bruno Mealli - 2 en 1966 : Dino Zandegù (2) - 3 en 1973 : Martín Emilio Rodríguez, Felice Gimondi, Marino Basso - 1 en 1974 : Marino Basso - 3 en 1975 : Rik Van Linden, Felice Gimondi, Martín Emilio Rodríguez - 4 en 1976 : Rik Van Linden (2), Fabrizio Fabbri, Felice Gimondi - 2 en 1977 : Rik Van Linden, Giacinto Santambrogio - 4 en 1978 : Rik Van Linden (3), Johan De Muynck - 1 en 1979 : Knut Knudsen - 3 en 1980 : Silvano Contini, Gianbattista Baronchelli, Tommy Prim - 5 en 1981 : Knut Knudsen (3), Sergio Parsani, Gianbattista Baronchelli - 3 en 1982 : Silvano Contini (3) - 3 en 1983 : Alf Segersall, Alessandro Paganessi, contre-la-montre par équipes - 1 en 1984 : Paolo Rosola - 1 en 2003 : Jan Ullrich - 8 victoires finales : - 1911 : Carlo Galetti - 1920 : Gaetano Belloni - 1947, 1949, 1952 et 1953 : Fausto Coppi - 1976 : Felice Gimondi - 1978 : Johan De Muynck - 15 classements annexes : - Grand Prix de la montagne : Fausto Coppi (1948, 1949, 1954), Raphaël Géminiani (1952) - Classements par équipes : 1911, 1920, 1921, 1930, 1952, 1978, 1980, 1981, 1982 - Classement du meilleur jeune : Silvano Contini (1979), Tommy Prim (1980) | - Tour de France - 7 participations (1908, 1919, 1920, 1921, 1975, 1977, 1979) - 9 victoires d'étapes : - 2 en 1919 : Luigi Lucotti (2) - 5 en 1975 : Rik Van Linden (3), Felice Gimondi, Giacinto Santambrogio - 1 en 1977 : Giacinto Santambrogio - 1 en 1979 : Sergio Parsani - 0 victoire finale - 1 classement annexe : - Classement par points : 1975 (Rik Van Linden) - Tour d'Espagne - 0 participation - 0 victoire d'étape - 0 victoire finale - 0 classement annexe |

### Championnats nationaux
- Championnat de Belgique sur route : 1
  - Course en ligne : 1921 (Jules Van Hevel)
- Championnat de France sur route : 1
  - Course en ligne : 1953 (Raphaël Géminiani)
- Championnat d'Italie sur route : 10
  - Course en ligne : 1908 (Giovanni Cuniolo), 1909 et 1911 (Dario Beni), 1922 (Costante Girardengo), 1936 (Giuseppe Olmo), 1941 (Adolfo Leoni), 1947, 1949 et 1955 (Fausto Coppi) et 1959 (Diego Ronchini)